# Concentrotheca
Concentrotheca is een geslacht van neteldieren uit de klasse van de Anthozoa (bloemdieren).

## Soorten
- Concentrotheca laevigata (Pourtalès, 1871)
- Concentrotheca vaughani Cairns, 1991